# Secretaris-generaal van het kabinet (Japan)

## Secretarissen-generaal van het kabinet (1948–heden)
| Secretaris-generaal van het kabinet 内閣官房長官 | Secretaris-generaal van het kabinet 内閣官房長官 | Secretaris-generaal van het kabinet 内閣官房長官 | Ambtstermijn                             | Ambtstermijn      | Partij(en)                    | Premier(s)                    | Kabinet(en)   |
| ------------------------------------------------ | ------------------------------------------------ | ------------------------------------------------ | ---------------------------------------- | ----------------- | ----------------------------- | ----------------------------- | ------------- |
|                                                  | Eisaku Sato                                      | Eisaku Sato 佐藤榮作 (1901–1975)                 | 19 oktober 1948                          | 16 februari 1949  | DLP                           | Shigeru Yoshida (1948–1954)   | Yoshida II    |
|                                                  | Masuda Kaneshichi                                | Masuda Kaneshichi 増田甲子七 (1898–1985)         | 16 februari 1949                         | 30 oktober 1952   | DLP                           | Shigeru Yoshida (1948–1954)   | Yoshida III   |
|                                                  | Taketora Ogata                                   | Taketora Ogata 緒方竹虎 (1888–1956)              | 30 oktober 1952                          | 24 maart 1953     | DLP                           | Shigeru Yoshida (1948–1954)   | Yoshida IV    |
|                                                  | Kenji Fukunaga                                   | Kenji Fukunaga 福永健司 (1910–1988)              | 24 maart 1953                            | 10 december 1954  | DLP                           | Shigeru Yoshida (1948–1954)   | Yoshida IV    |
| DLP                                              | Kenji Fukunaga                                   | Kenji Fukunaga 福永健司 (1910–1988)              | 24 maart 1953                            | 10 december 1954  | Yoshida V                     | Shigeru Yoshida (1948–1954)   |               |
|                                                  |                                                  | Ryutaro Nemoto 根本龍太郎 (1907–1990)            | 10 december 1954                         | 23 december 1956  | JDP (1954–55)                 | Ichiro Hatoyama (1954–1956)   | I. Hatoyama I |
| I. Hatoyama II                                   |                                                  | Ryutaro Nemoto 根本龍太郎 (1907–1990)            | 10 december 1954                         | 23 december 1956  | JDP (1954–55)                 | Ichiro Hatoyama (1954–1956)   |               |
|                                                  | LDP (1955–56)                                    | Ryutaro Nemoto 根本龍太郎 (1907–1990)            | 10 december 1954                         | 23 december 1956  | I. Hatoyama III               | Ichiro Hatoyama (1954–1956)   |               |
|                                                  | Hirohide Ishida                                  | Hirohide Ishida 石田博英 (1914–1993)             | 23 december 1956                         | 10 juli 1957      | LDP                           | Tanzan Ishibashi (1956–1957)  | Ishibashi     |
| Nobusuke Kishi (1957–1960)                       | Hirohide Ishida                                  | Hirohide Ishida 石田博英 (1914–1993)             | 23 december 1956                         | 10 juli 1957      | LDP                           | Kishi I                       |               |
| Nobusuke Kishi (1957–1960)                       |                                                  | Kiichi Aichi                                     | Kiichi Aichi 愛知揆一 (1907–1973)        | 10 juli 1957      | 12 juni 1958                  | Kishi I                       | LDP           |
| Nobusuke Kishi (1957–1960)                       |                                                  |                                                  | Munenori Akagi 赤城宗徳 (1904–1993)      | 12 juni 1958      | 18 juni 1959                  | LDP                           | Kishi II      |
| Nobusuke Kishi (1957–1960)                       |                                                  | Etsuzaburo Shiina                                | Etsuzaburo Shiina 椎名悦三郎 (1898–1979) | 18 juni 1959      | 19 juli 1960                  | LDP                           | Kishi II      |
|                                                  | Masayoshi Ohira                                  | Masayoshi Ohira 大平正芳 (1910–1980)             | 19 juli 1960                             | 18 juli 1962      | LDP                           | Hayato Ikeda (1960–1964)      | Ikeda I       |
| Ikeda II                                         | Masayoshi Ohira                                  | Masayoshi Ohira 大平正芳 (1910–1980)             | 19 juli 1960                             | 18 juli 1962      | LDP                           | Hayato Ikeda (1960–1964)      |               |
|                                                  |                                                  | Kurogane Yasumi 黒金泰美 (1910–1986)             | 18 juli 1962                             | 18 juli 1964      | LDP                           | Hayato Ikeda (1960–1964)      |               |
| LDP                                              | Ikeda III                                        | Kurogane Yasumi 黒金泰美 (1910–1986)             | 18 juli 1962                             | 18 juli 1964      |                               | Hayato Ikeda (1960–1964)      |               |
|                                                  | Ikeda III                                        | Zenko Suzuki                                     | Zenko Suzuki 鈴木善幸 (1911–2004)        | 18 juli 1964      | 9 november 1964               | Hayato Ikeda (1960–1964)      | LDP           |
|                                                  | Tomisaburo Hashimoto                             | Tomisaburo Hashimoto 橋本登美三郎 (1901–1990)    | 9 november 1964                          | 1 augustus 1966   | LDP                           | Eisaku Sato (1964–1972)       | Sato I        |
|                                                  | Kiichi Aichi                                     | Kiichi Aichi 愛知揆一 (1907–1973)                | 1 augustus 1966                          | 3 december 1966   | LDP                           | Eisaku Sato (1964–1972)       | Sato I        |
|                                                  | Kenji Fukunaga                                   | Kenji Fukunaga 福永健司 (1910–1988)              | 3 december 1966                          | 22 juni 1967      | LDP                           | Eisaku Sato (1964–1972)       | Sato I        |
| LDP                                              | Kenji Fukunaga                                   | Kenji Fukunaga 福永健司 (1910–1988)              | 3 december 1966                          | 22 juni 1967      | Sato II                       | Eisaku Sato (1964–1972)       |               |
|                                                  | Toshio Kimura                                    | Toshio Kimura 木村俊夫 (1909–1983)               | 22 juni 1967                             | 30 november 1968  | Sato II                       | Eisaku Sato (1964–1972)       | LDP           |
|                                                  | Shigeru Hori                                     | Shigeru Hori 保利茂 (1901–1979)                  | 30 november 1968                         | 5 juli 1971       | Sato II                       | Eisaku Sato (1964–1972)       | LDP           |
| LDP                                              | Shigeru Hori                                     | Shigeru Hori 保利茂 (1901–1979)                  | 30 november 1968                         | 5 juli 1971       | Sato III                      | Eisaku Sato (1964–1972)       |               |
|                                                  | Noboru Takeshita                                 | Noboru Takeshita 竹下登 (1924–2000)              | 5 juli 1971                              | 7 juli 1972       | Sato III                      | Eisaku Sato (1964–1972)       | LDP           |
|                                                  |                                                  | Susumu Nikaïdo 二階堂進 (1909–2000)              | 7 juli 1972                              | 11 november 1974  | LDP                           | Kakuei Tanaka (1974–1974)     | K. Tanaka I   |
| K. Tanaka II                                     |                                                  | Susumu Nikaïdo 二階堂進 (1909–2000)              | 7 juli 1972                              | 11 november 1974  | LDP                           | Kakuei Tanaka (1974–1974)     |               |
|                                                  | Noboru Takeshita                                 | Noboru Takeshita 竹下登 (1924–2000)              | 11 november 1974                         | 9 december 1974   | LDP                           | Kakuei Tanaka (1974–1974)     |               |
|                                                  |                                                  | Ichitaro Ide 井出一太郎 (1912–1996)              | 9 december 1974                          | 24 december 1976  | LDP                           | Takeo Miki (1974–1976)        | Miki          |
|                                                  | Sunao Sonoda                                     | Sunao Sonoda 園田直 (1913–1984)                  | 24 december 1976                         | 28 november 1977  | LDP                           | Takeo Fukuda (1976–1978)      | T. Fukuda     |
|                                                  | Shintaro Abe                                     | Shintaro Abe 安倍晋太郎 (1924–1991)              | 28 november 1977                         | 7 december 1978   | LDP                           | Takeo Fukuda (1976–1978)      | T. Fukuda     |
|                                                  | Heiji Ogawa                                      | Rokusuke Tanaka 田中六助 (1923–1985)             | 7 december 1978                          | 10 november 1979  | LDP                           | Masayoshi Ohira (1978–1980)   | Ohira I       |
|                                                  | Masayoshi Ito                                    | Masayoshi Ito 伊東正義 (1913–1994)               | 10 november 1979                         | 17 juli 1980      | LDP                           | Masayoshi Ohira (1978–1980)   | Ohira II      |
|                                                  | Kiichi Miyazawa                                  | Kiichi Miyazawa 宮澤喜一 (1919–2007)             | 17 juli 1980                             | 27 november 1982  | LDP                           | Zenko Suzuki (1980–1980)      | Suzuki        |
|                                                  | Masaharu Gotoda                                  | Masaharu Gotoda 後藤田正晴 (1914–2005)           | 27 november 1982                         | 27 december 1983  | LDP                           | Yasuhiro Nakasone (1982–1987) | Nakasone I    |
|                                                  |                                                  | Takao Fujinami 藤波孝生 (1932–2007)              | 27 december 1983                         | 28 december 1985  | LDP                           | Yasuhiro Nakasone (1982–1987) | Nakasone II   |
|                                                  | Masaharu Gotoda                                  | Masaharu Gotoda 後藤田正晴 (1914–2005)           | 28 december 1985                         | 6 november 1987   | LDP                           | Yasuhiro Nakasone (1982–1987) | Nakasone II   |
| LDP                                              | Masaharu Gotoda                                  | Masaharu Gotoda 後藤田正晴 (1914–2005)           | 28 december 1985                         | 6 november 1987   | Nakasone III                  | Yasuhiro Nakasone (1982–1987) |               |
|                                                  | Keizo Obuchi                                     | Keizo Obuchi 小渕恵三 (1937–2000)                | 6 november 1987                          | 3 juni 1989       | LDP                           | Noboru Takeshita (1987–1989)  | Takeshita     |
|                                                  | Masajuro Shiokawa                                | Masajuro Shiokawa 塩川正十郎 (1921–2015)         | 3 juni 1989                              | 10 augustus 1989  | LDP                           | Sosuke Uno (1989)             | Uno           |
|                                                  | Hiromu Nonaka                                    | Norio Yamashita 山下徳夫 (1919–2014)             | 10 augustus 1989                         | 25 augustus 1989  | LDP                           | Toshiki Kaifu (1989–1991)     | Kaifu I       |
|                                                  | Mayumi Moriyama                                  | Mayumi Moriyama 森山眞弓 (1927–2021)             | 25 augustus 1989                         | 28 februari 1990  | LDP                           | Toshiki Kaifu (1989–1991)     | Kaifu I       |
|                                                  |                                                  | Sakamoto Misoji 坂本三十次 (1923–2006)           | 28 februari 1990                         | 5 november 1991   | LDP                           | Toshiki Kaifu (1989–1991)     | Kaifu II      |
|                                                  | Koichi Kato                                      | Koichi Kato 加藤紘一 (1939–2016)                 | 5 november 1991                          | 12 december 1992  | LDP                           | Kiichi Miyazawa (1991–1993)   | Miyazawa      |
|                                                  | Yohei Kono                                       | Yohei Kono 河野洋平 (1937)                       | 12 december 1992                         | 9 augustus 1993   | LDP                           | Kiichi Miyazawa (1991–1993)   | Miyazawa      |
|                                                  | Masayoshi Takemura                               | Masayoshi Takemura 武村正義 (1934–2022)          | 9 augustus 1993                          | 28 april 1994     | NPS                           | Morihiro Hosokawa (1993–1994) | Hosokawa      |
|                                                  |                                                  | Hiroshi Kumagai 熊谷弘 (1940)                    | 28 april 1994                            | 30 juni 1994      | JRP                           | Tsutomu Hata (1994)           | Hata          |
|                                                  |                                                  | Hirozo Igarashi 五十嵐広三 (1926–2013)           | 30 juni 1994                             | 8 augustus 1995   | JSP                           | Tomiichi Murayama (1994–1996) | Murayama      |
|                                                  |                                                  | Koken Nosaka 野坂浩賢 (1924–2004)                | 8 augustus 1995                          | 11 januari 1996   | JSP                           | Tomiichi Murayama (1994–1996) | Murayama      |
|                                                  | Seiroku Kajiyama                                 | Seiroku Kajiyama 梶山静六 (1926–2000)            | 11 januari 1996                          | 11 september 1997 | LDP                           | Ryutaro Hashimoto (1996–1998) | Hashimoto I   |
| Hashimoto II                                     | Seiroku Kajiyama                                 | Seiroku Kajiyama 梶山静六 (1926–2000)            | 11 januari 1996                          | 11 september 1997 | LDP                           | Ryutaro Hashimoto (1996–1998) |               |
|                                                  | Kanezou Muraoka                                  | Kanezou Muraoka 村岡兼造 (1931–2019)             | 11 september 1997                        | 30 juli 1998      | LDP                           | Ryutaro Hashimoto (1996–1998) |               |
|                                                  | Hiromu Nonaka                                    | Hiromu Nonaka 野中廣務 (1925–2018)               | 30 juli 1998                             | 5 oktober 1999    | LDP                           | Keizo Obuchi (1998–2000)      | Obuchi        |
|                                                  | Mikio Aoki                                       | Mikio Aoki 青木幹雄 (1934–2023)                  | 5 oktober 1999                           | 5 juli 2000       | LDP                           | Keizo Obuchi (1998–2000)      | Obuchi        |
| LDP                                              | Mikio Aoki                                       | Mikio Aoki 青木幹雄 (1934–2023)                  | 5 oktober 1999                           | 5 juli 2000       | Yoshiro Mori (2000–2001)      | Mori I                        |               |
|                                                  | Hidenao Nakagawa                                 | Hidenao Nakagawa 中川秀直 (1944)                 | 5 juli 2000                              | 27 oktober 2000   | Yoshiro Mori (2000–2001)      | LDP                           | Mori II       |
|                                                  | Yasuo Fukuda                                     | Yasuo Fukuda 福田康夫 (1936)                     | 27 oktober 2000                          | 8 mei 2004        | Yoshiro Mori (2000–2001)      | LDP                           | Mori II       |
| LDP                                              | Yasuo Fukuda                                     | Yasuo Fukuda 福田康夫 (1936)                     | 27 oktober 2000                          | 8 mei 2004        | Junichiro Koizumi (2001–2006) | Koizumi I                     |               |
| LDP                                              | Yasuo Fukuda                                     | Yasuo Fukuda 福田康夫 (1936)                     | 27 oktober 2000                          | 8 mei 2004        | Junichiro Koizumi (2001–2006) | Koizumi II                    |               |
|                                                  | Hiroyuki Hosoda                                  | Hiroyuki Hosoda 細田博之 (1944–2023)             | 8 mei 2004                               | 31 oktober 2005   | Junichiro Koizumi (2001–2006) | LDP                           |               |
| LDP                                              | Hiroyuki Hosoda                                  | Hiroyuki Hosoda 細田博之 (1944–2023)             | 8 mei 2004                               | 31 oktober 2005   | Junichiro Koizumi (2001–2006) | Koizumi III                   |               |
|                                                  | Shinzo Abe                                       | Shinzo Abe 安倍晋三 (1954–2022)                  | 31 oktober 2005                          | 26 september 2006 | Junichiro Koizumi (2001–2006) | Koizumi III                   | LDP           |
|                                                  | Yasuhisa Shiozaki                                | Yasuhisa Shiozaki 塩崎恭久 (1950)                | 26 september 2006                        | 27 augustus 2007  | LDP                           | Shinzo Abe (2006–2007)        | Abe I         |
|                                                  | Kaoru Yosano                                     | Kaoru Yosano 与謝野馨 (1938–2017)                | 27 augustus 2007                         | 26 september 2007 | LDP                           | Shinzo Abe (2006–2007)        | Abe I         |
|                                                  | Nobutaka Machimura                               | Nobutaka Machimura 町村信孝 (1944–2015)          | 26 september 2007                        | 24 september 2008 | LDP                           | Yasuo Fukuda (2007–2008)      | Y. Fukuda     |
|                                                  | Takeo Kawamura                                   | Takeo Kawamura 河村建夫 (1942)                   | 24 september 2008                        | 16 september 2009 | LDP                           | Taro Aso (2008–2009)          | Aso           |
|                                                  | Hirofumi Hirano                                  | Hirofumi Hirano 平野博文 (1949)                  | 16 september 2009                        | 8 juni 2010       | DP                            | Yukio Hatoyama (2009–2010)    | Y. Hatoyama   |
|                                                  | Yoshito Sengoku                                  | Yoshito Sengoku 仙谷由人 (1946–2018)             | 8 juni 2010                              | 15 januari 2011   | DP                            | Naoto Kan (2010–2011)         | Kan           |
|                                                  | Yukio Edano                                      | Yukio Edano 枝野幸男 (1964)                      | 15 januari 2011                          | 1 september 2011  | DP                            | Naoto Kan (2010–2011)         | Kan           |
|                                                  | Osamu Fujimura                                   | Osamu Fujimura 藤村修 (1949)                     | 1 september 2011                         | 26 december 2012  | DP                            | Yoshihiko Noda (2011–2012)    | Noda          |
|                                                  | Yoshihide Suga                                   | Yoshihide Suga 菅義偉 (1948)                     | 26 december 2012                         | 16 september 2020 | LDP                           | Shinzo Abe (2012–2020)        | Abe II        |
| Abe III                                          | Yoshihide Suga                                   | Yoshihide Suga 菅義偉 (1948)                     | 26 december 2012                         | 16 september 2020 | LDP                           | Shinzo Abe (2012–2020)        |               |
| Abe IV                                           | Yoshihide Suga                                   | Yoshihide Suga 菅義偉 (1948)                     | 26 december 2012                         | 16 september 2020 | LDP                           | Shinzo Abe (2012–2020)        |               |
|                                                  | Katsunobu Kato                                   | Katsunobu Kato 加藤勝信 (1955)                   | 16 september 2020                        | 4 oktober 2021    | LDP                           | Yoshihide Suga (2020–2021)    | Suga          |
|                                                  | Hirokazu Matsuno                                 | Hirokazu Matsuno 松野博一 (1962)                 | 4 oktober 2021                           | 13 december 2023  | LDP                           | Fumio Kishida (2021–2024)     | Kishida I     |
| Kishida II                                       | Hirokazu Matsuno                                 | Hirokazu Matsuno 松野博一 (1962)                 | 4 oktober 2021                           | 13 december 2023  | LDP                           | Fumio Kishida (2021–2024)     |               |
|                                                  | Yoshimasa Hayashi                                | Yoshimasa Hayashi 林芳正 (1961)                  | 13 december 2023                         | heden             | LDP                           | Fumio Kishida (2021–2024)     |               |
|                                                  | Yoshimasa Hayashi                                | Yoshimasa Hayashi 林芳正 (1961)                  | 13 december 2023                         | heden             | LDP                           | Shigeru Ishiba (2024–heden)   | Ishiba I      |
| Ishiba II                                        | Yoshimasa Hayashi                                | Yoshimasa Hayashi 林芳正 (1961)                  | 13 december 2023                         | heden             | LDP                           | Shigeru Ishiba (2024–heden)   |               |